# Olga Chatzīnikolaou
Olga Chatzīnikolaou (in greco Όλγα Χατζηνικολάου?; Atene, 4 luglio 1981) è una cestista greca.
Alta 181 cm, gioca come guardia o ala piccola.

## Carriera
Con la Grecia ha disputato i Campionati mondiali del 2010 e quattro edizioni dei Campionati europei (2007, 2009, 2011, 2015).